# Nagy Antal (labdarúgó, 1944)
Nagy Antal (Budapest, 1944. május 16. –) labdarúgó.

## Pályafutása

### Klubcsapatban
1963 nyaráig az Oroszlányi Bányászban szerepelt. 1963-ban a Honvéd színeiben lett élvonalbeli labdarúgó. A kispestiekkel kétszer lett második a bajnokságban és egyszer magyar kupagyőztes.
1967-ben elhagyta az országot. 1968–1969-es szezonban a belga Standard Liège csatára lett. A csapat bajnok, ő gólkirály lett 20 góllal. Ezután három idény töltött el a holland Twente csapatánál, majd egyet a francia Olympique Marseille-nél, ahol 3 bajnoki mérkőzésen szerepelt. 1973 és 1977 között még öt különböző csapatban játszott: a spanyol Hercules Alicante, a nyugat-német Wuppertaler SV, a spanyol San Andres Barcelona, a francia SM Caen és a belga Royal FC Antwerp csapatában.

### A válogatottban
1966 és 1967 között 3 alkalommal szerepelt a válogatottban.
1966-os angliai világbajnokságon a keret tagja volt.

## Sikerei, díjai
- Magyar bajnokság
  - 2.: 1963-ősz, 1964
- Magyar Népköztársasági Kupa
  - győztes: 1964
- Kupagyőztesek Európa-kupája (KEK)
  - negyeddöntős: 1965–1966
- Belga bajnokság
  - bajnok: 1968–1969
  - gólkirály: 1968–1969 (20 gól)

## Statisztika

### Mérkőzései a válogatottban
| Magyarország | Magyarország      | Magyarország           | Magyarország | Magyarország | Magyarország | Magyarország | Magyarország | Magyarország |
| #            | Dátum             | Helyszín               | Hazai        | Eredmény     | Vendég       | Kiírás       | Gólok        | Esemény      |
| ------------ | ----------------- | ---------------------- | ------------ | ------------ | ------------ | ------------ | ------------ | ------------ |
| 1.           | 1964. október 25. | Budapest, Népstadion   | Magyarország | 2 – 1        | Jugoszlávia  | barátságos   | -            |              |
| 2.           | 1965. május 23.   | Lipcse, Zentralstadion | NDK          | 1 – 1        | Magyarország | vb-selejtező | -            |              |
| 3.           | 1965. június 27.  | Budapest, Népstadion   | Magyarország | 2 – 1        | Olaszország  | barátságos   | -            | 56'          |
|              | Összesen          |                        |              | 3            | mérkőzés     |              | 0            | gól          |

## Külső hivatkozások
Adatlapja az Olympique Marseille honlapján francia